# 浅野崇史
浅野 崇史（あさの たかふみ、1985年10月11日 - ）は、日本の男子プロバスケットボール選手である。神奈川県横浜市都筑区出身。身長192cm、体重82kgで、ポジションはスモールフォワード。Bリーグ・B2の東京八王子ビートレインズに所属している。

## 来歴
- 茅ヶ崎台小学校在学時の10歳の時にバスケットボールを始める。茅ケ崎中学校から横浜商科大学高校に進学し、インターハイ・ウィンターカップともにベスト16を経験。
- 専修大学でも関東インカレ優勝に貢献。1年時にヤングメン日本代表にも選出されアジアヤングメンに出場。
- 2008年、bjリーグ育成指定選手となり、オフに埼玉ブロンコス入団。
- 2009年、京都ハンナリーズへ移籍。
- 2012年、デイトリックつくばに移籍。
- 2013年、つくばロボッツに移籍。2014年11月30日退団。
- 2016年、東京八王子トレインズに入団。
- 2023年、東京ヴェルディクラブの３人制バスケットボールチームであるTOKYOVERDY3x3.EXEに移籍。